# میانگین زمان تا اولین خرابی
میانگین زمان (تا) اولین خرابی (به انگلیسی: Mean time to first failure) (ام‌تی‌اف‌اف، گاهی  ام‌تی‌تی‌اف‌‌اف) مفهومی در مهندسی قابلیت‌اطمینان است که زمان تا خرابی برای قطعات غیرقابل‌تعمیر مانند مدار مجتمع لحیم‌شده بر روی برد مدار را توصیف می کند. برای قطعات قابل‌تعمیر مانند لامپ قابل تعویض، مفهوم میانگین زمان بین خرابی ها برای توصیف نرخ خرابی استفاده می شود.
ام‌تی‌اف‌اف و ام‌تی‌تی‌اف‌ (میانگین زمان تا  خرابی) معانی یکسانی دارند. نکته کلیدی این است که این یک خرابی غیرقابل‌تعمیر و غیرقابل‌جبران است. به عنوان مثال، خرابی یک تلویزیون معمولاً با این معیار اندازه‌گیری نمی شود زیرا تلویزیون قابل‌تعمیر است. با این حال، اگر این خرابی به دلیل سوختگی مدار مجتمع باشد، خود مدار قابل تعمیر نیست و باید تعویض شود. خرابی آن مدار با میانگین زمان تا خرابی اندازه‌گیری می شود. معمولاً برای پیش‌بینی اولین خرابی پس از ساخت استفاده می شود  

## مراجع
1. ↑  Bjarne E. Helvik (2007). Dependable Computing Systems and Communication Networks. Gnist Tapir. p. 26.
2. ↑  "Weibull General Simulation Results". Retrieved 2011-07-01.
3. ↑  "Sigma Six Quality Control Dictionary and Glossary". Retrieved 2011-07-01.